# Suo Gân
Suo Gân [sɨɔ ɡɑːn] ist ein traditionelles walisisches Wiegenlied. Der Titel heißt übersetzt Wiegenlied (suo = beruhigen; cân = Lied). Es wurde von einem unbekannten Autor verfasst. Die Aufzeichnungen wurden erstmals um 1800 entdeckt.

## Liedtext
Huna blentyn ar fy mynwes,

Clyd a chynnes ydyw hon;

Breichiau mam sy'n dynn amdanat,

Cariad mam sy dan fy mron;

Ni chaiff dim amharu'th gyntun,

Ni wna undyn â thi gam;

Huna'n dawel, annwyl blentyn,

Huna'n fwyn ar fron dy fam.

Huna'n dawel, heno, huna,

Huna'n fwyn, y tlws ei lun;

Pam yr wyt yn awr yn gwenu,

Gwenu'n dirion yn dy hun?

Ai angylion fry sy'n gwenu,

Arnat ti yn gwenu'n llon,

Tithau'n gwenu'n ôl dan huno,

Huno'n dawel ar fy mron?

Paid ag ofni, dim ond deilen

Gura, gura ar y ddôr;

Paid ag ofni, ton fach unig

Sua, sua ar lan y môr;

Huna blentyn, nid oes yma

Ddim i roddi iti fraw;

Gwena'n dawel yn fy mynwes.

Ar yr engyl gwynion draw.
Schlafe, mein Kind, auf meiner Brust,

es ist kuschelig und warm;

der Mutter Arme umschließen dich,

Mutterliebe ist in meiner Brust;

nichts soll deinen Schlummer stören

niemand wird dir Schaden tun;

schlafe in Frieden, liebes Kind,

schlafe ruhig auf deiner Mutter Brust.

Schlafe friedvoll heute Nacht, schlafe,

schlafe sanft, mein Liebes;

Warum lächelst du nun,

lächelst sanft in deinem Schlaf?

Lächeln die Engel von oben

wie du fröhlich lächelst,

zurücklächelnd und schlafend,

schlafend ruhig auf meiner Brust?

Hab keine Angst, es ist nur ein Blatt

schlagend, schlagend an die Tür;

Hab keine Angst, nur eine kleine Welle

murmelt, murmelt and das Ufer;

schlafe, Kind, nichts ist hier

nichts, das dich erschrecken kann;

lächle still in meiner Brust,

zu den seligen Engeln dort.

## Trivia
Das Lied spielte eine wichtige Rolle in dem Durbridge-Dreitteiler Das Messer (1971) und wurde als bedeutendes Lied von Steven Spielberg für seinen Film Das Reich der Sonne (1987) verwendet.